# Stockholms centralstation

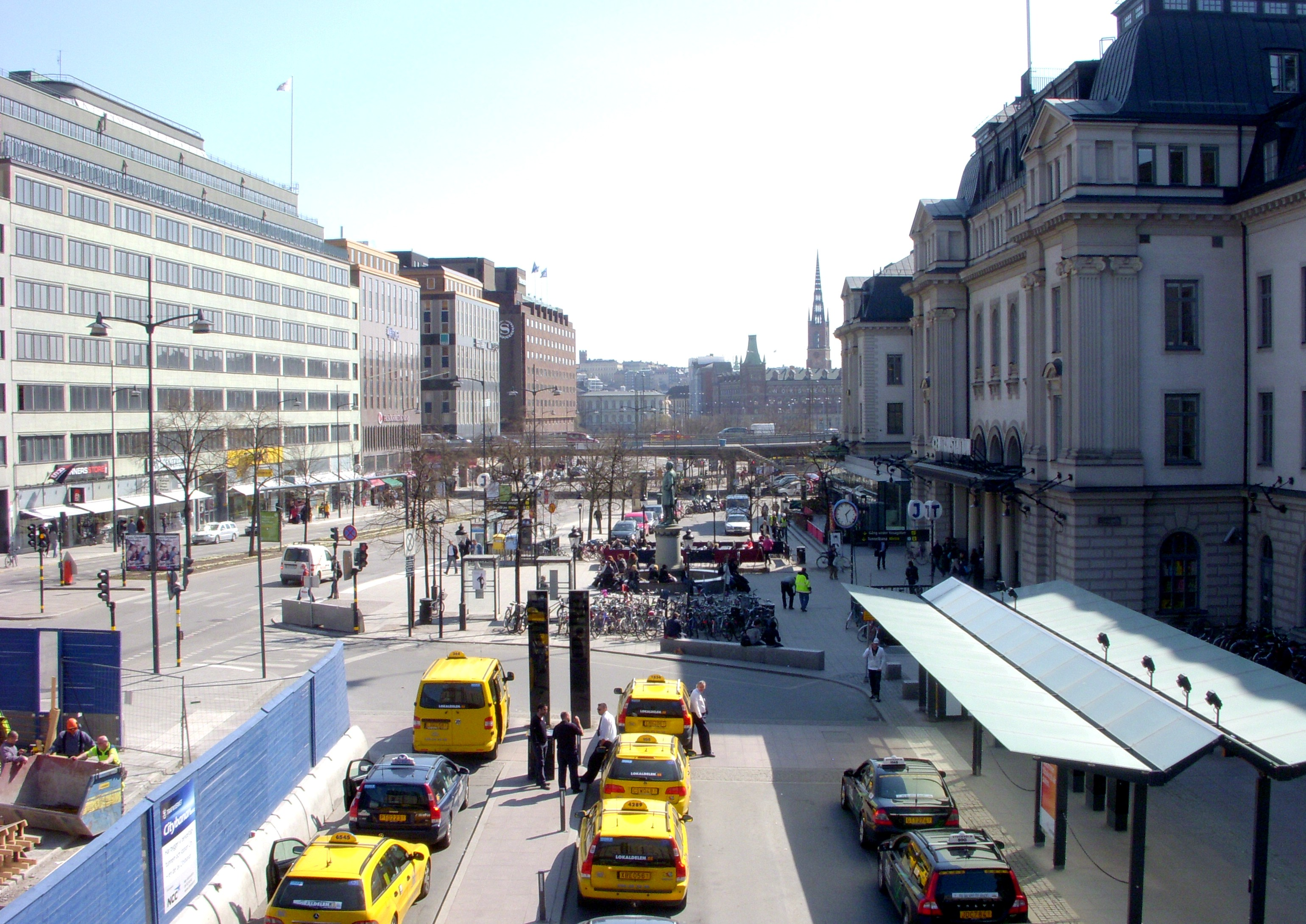
Centrum Sztokholmu: z prawej strony fasada Stockholms centralstation, z lewej – biurowiec Esselte-huset

Stockholms centralstation – główna stacja kolejowa w Sztokholmie. Jest położona w samym centrum miasta – w dzielnicy Norrmalm, przy ulicy Vasagatan/Centralplan. Rozciąga się od ulicy Vattugatan w kierunku południowym do Kungsbron w kierunku północnym. Została otwarta 18 lipca 1871. Ma 17 peronów. Budynek dworca jest własnością państwowej spółki Jernhusen AB, która też nim zarządza. Perony oraz tory znajdują się natomiast pod zarządem spółki Trafikverket.
Sztokholmski dworzec centralny jest największym dworcem kolejowym w Szwecji i Skandynawii obsługując dziennie ok. 250 tys. pasażerów (2015 r.). Razem z T-Centralen, główną stacją sztokholmskiego metra stanowi największe centrum podróży Skandynawii, obsługując dziennie ok. 450 tys. pasażerów.

## Historia

### Inauguracja linii Sammanbindningsbanan w 1871
Kolej żelazna nadeszła do Szwecji stosunkowo późno w porównaniu z kontynentem. W 1860 oddano do użytku pierwsze połączenie Sztokholm-Södertälje Saltskog, które dało początek linii Västra stambanan (Sztokholm-Göteborg, uruchomionej w 1862). Stacja końcowa znajdowała się przy Södra bantorget, obecnie Medborgarplatsen. W 1866 otwarto do użytku dworzec Norra station jako dworzec czołowy linii Norra stambanan łączącej Sztokholm z Uppsalą. Dworzec położony był przy placu Norra bantorget (nieczynny już budynek dworca istnieje nadal). Dużym wyzwaniem było stworzenie sieci wzajemnie powiązanych połączeń w trudnym geograficznie terenie Sztokholmu (skaliste wzgórza na południu i fierd Riddarfjärden (część jeziora Melar nad którym leży Sztokholm) od zachodu. Pomimo trudności rozpoczęto w 1864 budowę Sammanbindningsbanan (kolej połączeniowa), stanowiącej bardzo skomplikowany technicznie projekt jak na owe czasy. Połączenie zostało oddane do użytku 17 lipca 1871.

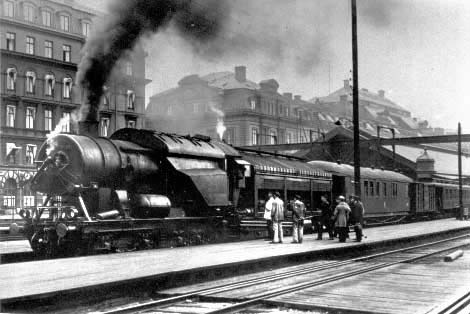
Pierwszy szwedzki parowóz produkcji firmy Nydqvist & Holm. Na drugim planie Dworzec Centralny (1922)

W tym samym czasie, w latach 1867–1871, rozpoczęto budowę dworca kolejowego. Oddano go do użytku 17 lipca 1971, równocześnie z uruchomieniem Sammanbindningsbanan. Budynek dworca, zaprojektowany przez głównego projektanta kolejowego, architekta Adolfa W. Edelsvärda został wzniesiony w stylu włoskiego renesansu. Fasada znajduje się od strony ulicy Vasagatan i była pierwotnie zwieńczona posągami Svei och Göty umieszczonymi po obu stronach małego herbu Szwecji z królewską koroną, dłuta Fransa Oscara Theodora Berga. Dekoracje te zostały usunięte podczas renowacji i rozbudowy dworca w latach 50. XX w. Dworzec miał halę peronową, również zaprojektowaną przez Edelsvärda, obejmującą pięć peronów. W dniu swej inauguracji dworzec odprawił 518 pasażerów i 10 pociągów, zarówno wyjeżdżających jak i przyjeżdżających. Dworzec północny, połączony z centralnym, stał się odtąd dworcem towarowym. Ruch jednak szybko wzrastał. W 1876 doprowadzono do dworca linię prowadzącą do Västerås a sam dworzec rozbudowano o kilka peronów i budynków związanych z obsługą ruchu towarowego (m.in. wiadukt Kungsbron, oddany do użytku w 1881). Dworzec Centralny wkrótce okazał się za mały i pojawiły się plany, żeby m.in. zbudować nową linię kolejową ponad Lilla Essingen a sam dworzec przebudować na dworzec czołowy.

### Okres międzywojenny

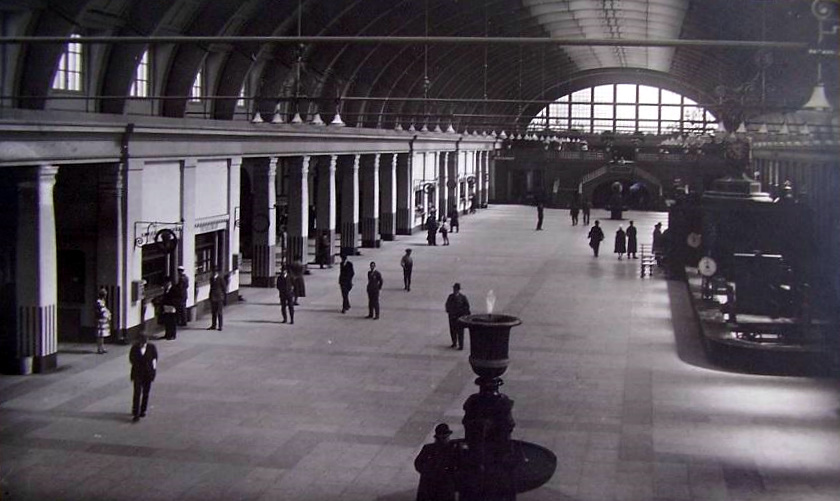
Hala główna Dworca Centralnego w 1930

Żeby sprostać wzrastającemu ruchowi pasażerskiemu parlament szwedzki podjął w 1923 decyzję o znacznej rozbudowie infrastruktury kolejowej w Sztokholmie, w tym i Dworca Centralnego. Dużym problemem była taka rozbudowa sieci kolejowej żeby nie zakłócała ona ruchu żeglugowego przez Sztokholm poprzez konieczność wybudowania mostów zwodzonych, co wydłużyłoby czas jej budowy. Ostatecznie na jeziorze Hammarby wybudowano śluzę wodną, żeby połączyć razem Årstaviken (wschodnią część jeziora Mälaren), jeziora Mälaren i Saltsjön. Ponad Årstaviken wybudowano wysoki most, Årstabron, który połączył Älvsjö z dworcem Södra station poprzez Tanto. Ruch towarowy idący dotychczas przez dworzec Norra station został przeniesiony z Norra bantorget na Norrtull. Dworzec Södra station również przeniesiono i zlokalizowano na wysokości Timmermansgatan; funkcjonował on odtąd jako dworzec pociągów podmiejskich. Västra stambanan (linia zachodnia) i Dworzec Centralny zostały zelektryfikowane w 1926.
W latach 1925–1927 rozebrano starą halę peronową, przechodzące przez nią tory linii Västra stambanan przeniesiono na stronę zachodnią i stworzono w ten sposób nowy dworzec czołowy przy północnym odcinku torów (tory 1-6) dla obsługi linii Västeråsbanan i Norra stambanan. Równocześnie zbudowano 6 peronów i 11 torów pomiędzy nimi jak również tor przelotowy dla pociągów towarowych.
Kosztowną przebudowę budynku dworca prowadził Folke Zettervall, architekt zarządu kolei. Hala peronowa została przebudowana na dużą poczekalnię o długości 119 m i szerokości 13 do 28 m, z eliptycznym stropem, wysoką na 13 m, mającą 24 m prześwitu budowlanego. Strop był podtrzymywany przez przyklejone drewniane belki. Od południa wybudowano monumentalne schody z wapienia, które prowadziły na górę, do poczekalni z bufetem. Dawna poczekalnia III kategorii została przebudowana na bardzo nowoczesną restaurację I kategorii, zgodnie z ówczesnymi wymaganiami, z chłodnią i piwnicą oraz tunelem prowadzącym z restauracji na peron zachodni, służącym do zaopatrywania pociągów w żywność i surowce.

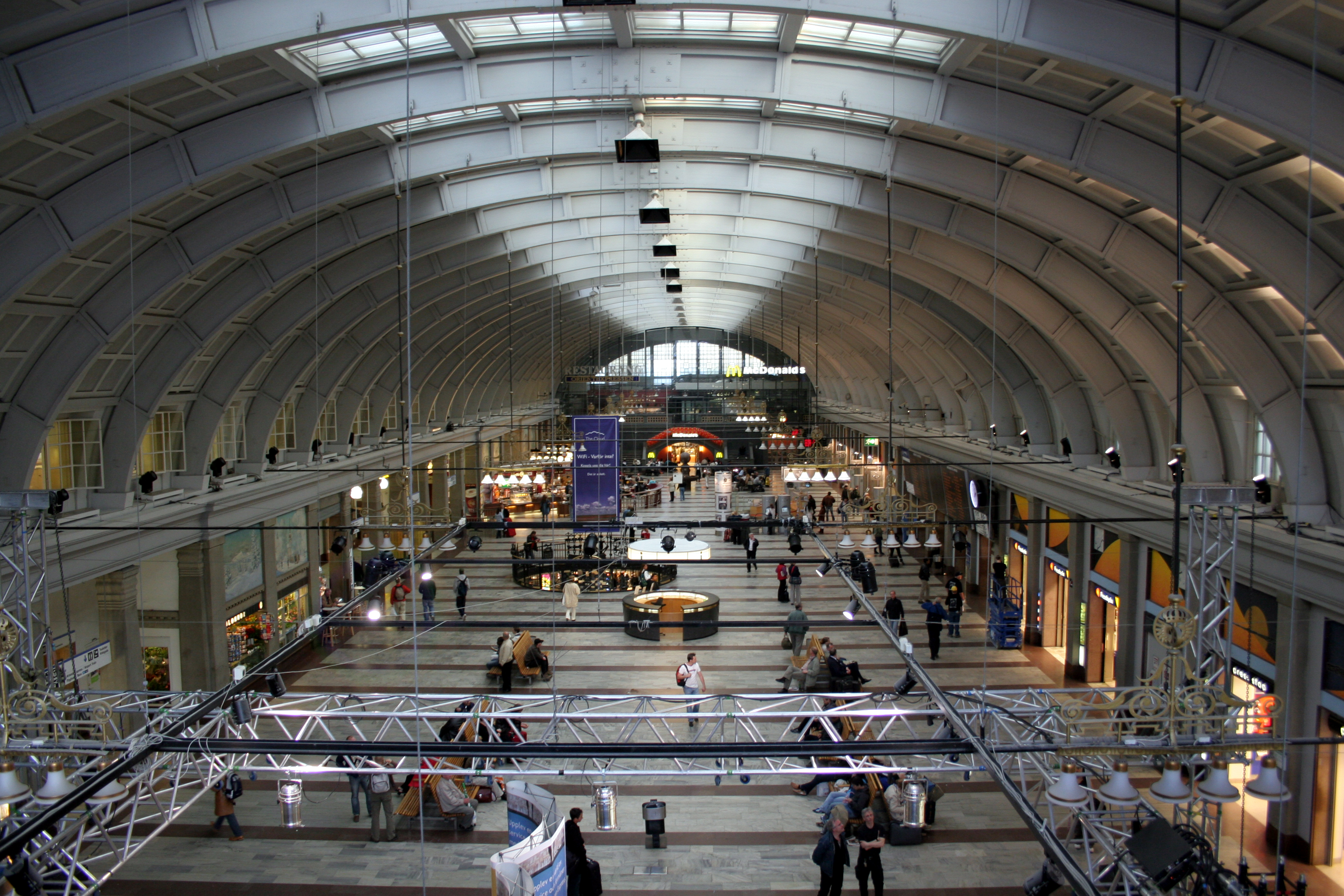
Wnętrze dworca

W południowo-wschodnim narożniku zbudowano poczekalnię królewską, funkcjonującą również i dziś jako poczekalnia dla członków rodziny królewskiej.
Na ścianie wschodniej poczekalni znalazło się osiem malowideł pejzażowych, zachowanych do chwili obecnej, pędzla artystów Johna Ericssona i Nilsa Johanssona. Przedstawiają one kolejno, patrząc od północy na południe:
- stację górską Saltoluokta przy Parku Narodowym Stora Sjöfallet, Jokkmokk, Laponia
- jezioro Vedasjön w Nordingrå, na terenie historycznej prowincji Ångermanland
- górę Åreskutan na terenie historycznej prowincji Jämtland
- kościół Leksands kyrka na terenie historycznej prowincji Dalarna
- Uddeholms herrgård w gminie Hagfors, na terenie historycznej prowincji Värmland
- zamek w Vadstenie, na terenie historycznej prowincji Östergötland
- twierdzę Varberg, na terenie historycznej prowincji Halland
- zamek Dybäck, w gminie Skurup, na terenie historycznej prowincji Skania

### Okres powojenny

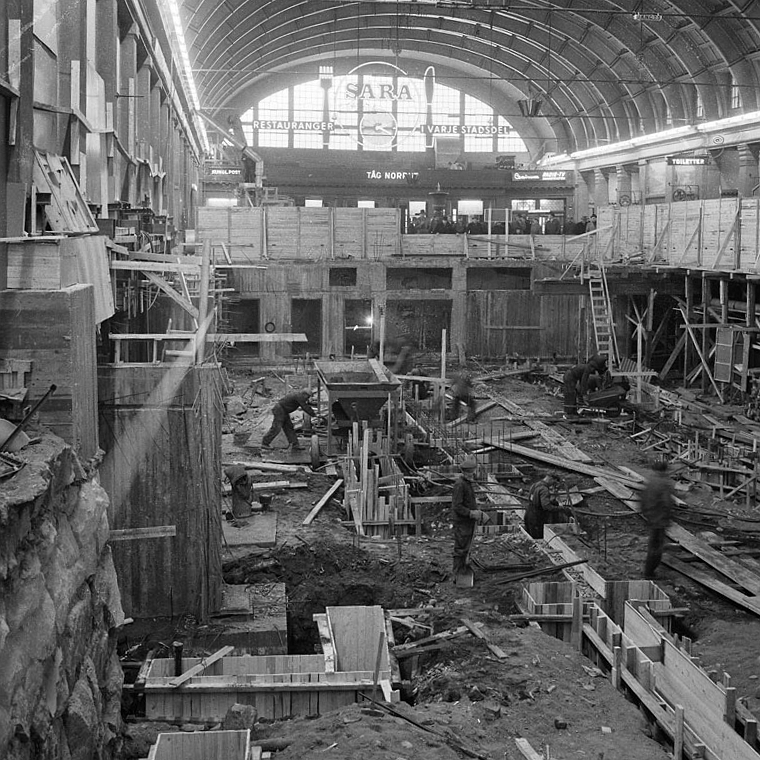
Prace budowlane w głównej hali Dworca Centralnego (1957)

Lata po 1945 to był czas świetności linii kolejowych w porównaniu z samochodami osobowymi i ruchem lotniczym. W 1951 odnowiono fasadę dworca od ulicy Vasagatan usuwając posągi i dekoracje.
Kiedy powstało metro, wybudowano tunel łączący stację T-Centralen z torami 11-19, oddany do użytku 1 grudnia 1958. Został on z czasem powiększony i przekształcony w niewielką poczekalnię ze sklepami i lokalami gastronomicznymi pod halą główną. W posadzce pomiędzy tymi dwoma pomieszczeniami wykuto duży, okrągły otwór, nazwany Ringen (pierścień), mający 7 m średnicy. Oddany w 1959 ma za zadanie doświetlenie części dolnej. Otaczająca Ringen żelazna balustrada, dzieło sztuki kowalskiej, została wykonana przez profesora rzeźby na Kungliga konsthögskolan, Stiga Blomberga i przedstawia cztery strony świata wraz z symbolizującymi je rzeźbami; ponieważ oddany jest rzeczywisty układ kierunków geograficznych, balustrada może być wykorzystywana jako swoisty kompas:

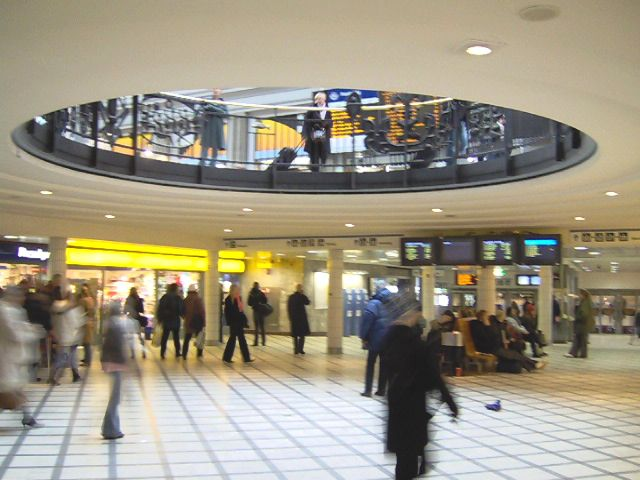
Ringen widziany od dołu

- północ: zorza polarna i Eskimos, na głowach których siedzą maskonury. Towarzysza im dziewczynka eskimoska i foka pośród dryfującego lodu.
- południe: afrykański szaman otoczony totemami. Na lewo od niego widać rytualny taniec z szablami zaś na prawo – drewnianą tarczę i trzy tańczące Murzynki.
- zachód: aligator jako bóstwo, przedstawiony według starych, kolumbijskich wierzeń ludowych, flankowany przez postacie białego i Indianina. Po lewej stronie dwie meksykańskie kobiety niosące wodę.
- wschód: duży feniks, dziobiący w poręcz balustrady. Ptak, otoczony przez indyjskie rytualne tancerki i demona, spoczywa na indyjskiej świątyni. Na prawo od niego widoczny jest tygrys, przedstawiony jako prymitywny chiński obraz.

Ringen, zwany popularnie spottkoppen (spluwaczka) funkcjonuje jako miejsce spotkań wielu mieszkańców Sztokholmu.
Budynek dworcowy zawsze odzwierciedlał trendy w polityce wobec kolei. W latach 60. XX w. podjęto decyzję, że kolej musi być opłacalna ekonomicznie i zamknięto wiele połączeń oraz dworców; z drugiej jednak strony inwestowano w racjonalne połączenia komunikacyjne jak szybka kolej miejska, budowana w oparciu o model metra. Dworzec Centralny stracił swój status ważnego centrum transportu w Szwecji na korzyść komunikacji lotniczej. Po zawarciu w 1964 umowy między radą regionu Sztokholm a radą gminy Sztokholm (tzw. Hörjelöverenskommelsen) dotyczącej rozwoju komunikacji zbiorowej utworzono Storstockholms lokaltrafik (SL), państwowo-gminny zarząd komunikacji zbiorowej; według tej umowy szybka kolej miejska otrzymała do swej dyspozycji cztery tory: 13-14 (dla pociągów odchodzących na południe) i 15-16 (dla pociągów odchodzących na północ). Po stronie północnej zbudowano tor podwójny, umożliwiający pociągom podmiejskim bezkolizyjną jazdę bez skrzyżowania z torami pociągów dalekobieżnych. Pierwsze pociągi podmiejskie, X1, wyruszyły w trasę w 1968. Wiadukt Klarabergsviadukten, projektowany już od 1928, został ostatecznie oddany do użytku w 1961 i połączony schodami z Dworcem Centralnym.

### Rozwój SJ w latach 80.

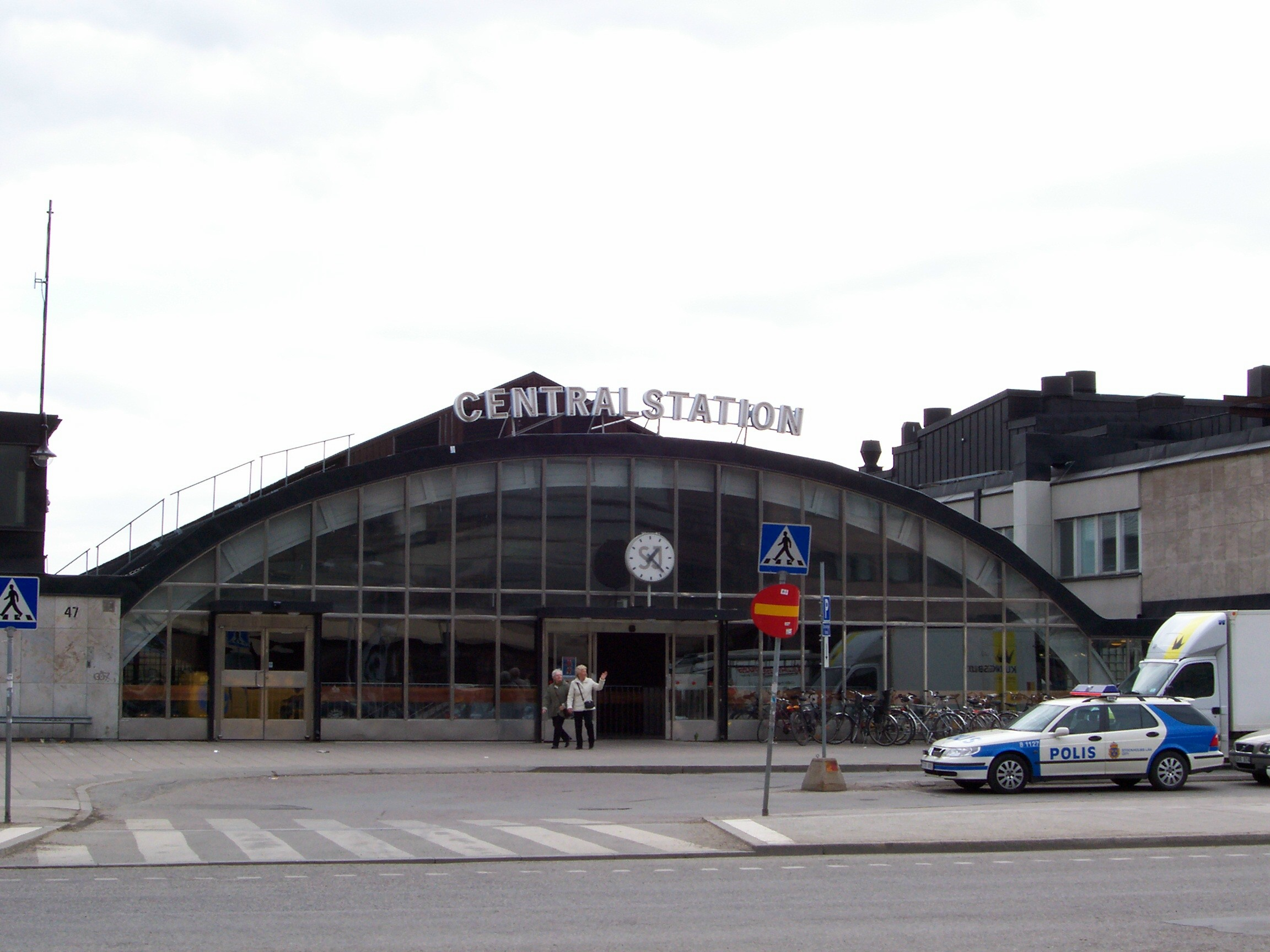
Fasada Dworca Centralnego od strony Klarabergsviadukten

W latach 80. XX w. SJ zaczął inwestować w pociągi typu InterCity oferujące podróże służbowe w I klasie. Na pierwszym piętrze dworca dla podróżujących służbowo zbudowano nową poczekalnię i nowe zejście z wiaduktu Klarabergsviadukten ponad torami 10–19 do pociągów podmiejskich. Teren torów od strony północnej zadaszono a stary, żeliwny most Kungsbron zastąpiono nowym, betonowym i szerszym mostem, oddanym do użytku w 1986 (architekt Ralph Erskine) w celu umożliwienia przejścia do leżącego po drugiej stronie dworca autobusowego Cityterminalen i centrum biznesowego World Trade Center Sverige.
Cityterminalen oprócz peronów autobusowych zawiera biura i przejście do Dworca Centralnego przy torach 2–3. W poł. lat 90. planowano wybudowanie lokali dla policji na galerii w części południowej terminalu, ale ówczesny dyrektor generalny SJ, Stig Larsson, po oględzinach tej części budynku podjął decyzję o urządzeniu w tym miejscu centrum konferencyjnego.
Pierwszą inwestycją SJ w szybkie pociągi był X 2000, pomyślany jako środek transportu mogący konkurować z samolotem. Pierwszy skład X 2000 został oddany do użytku w 1989. Miał to być według początkowych zamierzeń pociąg czysto biznesowy z wagonami I klasy, jednak szybko wprowadzono II klasę co przyciągnęło nowych pasażerów i odwróciło niekorzystną tendencję spadkową w kolejowych przewozach pasażerskich. Równocześnie zaczęto intensywnie inwestować w rozbudowę sieci kolejowej wokół Sztokholmu; wybudowano linie Mälarbanan, Svealandsbanan i Grödingebanan oraz poczwórny tor do portu lotniczego Arlanda, co z jednej strony przyczyniło się do wzrostu liczby pasażerów a z drugiej spowodowało stawianie przez nich wymagań odnośnie do jakości podroży i oferty. W efekcie hala główna dworca została przebudowana, a toalety przeniesiono piętro niżej. Powstały m.in. nowe punkty gastronomiczne i sklepy oraz kioski sieci Pressbyrån, oferujące m.in. prasę codzienną, napoje i papierosy.

### Restrukturyzacja i prywatyzacja SJ

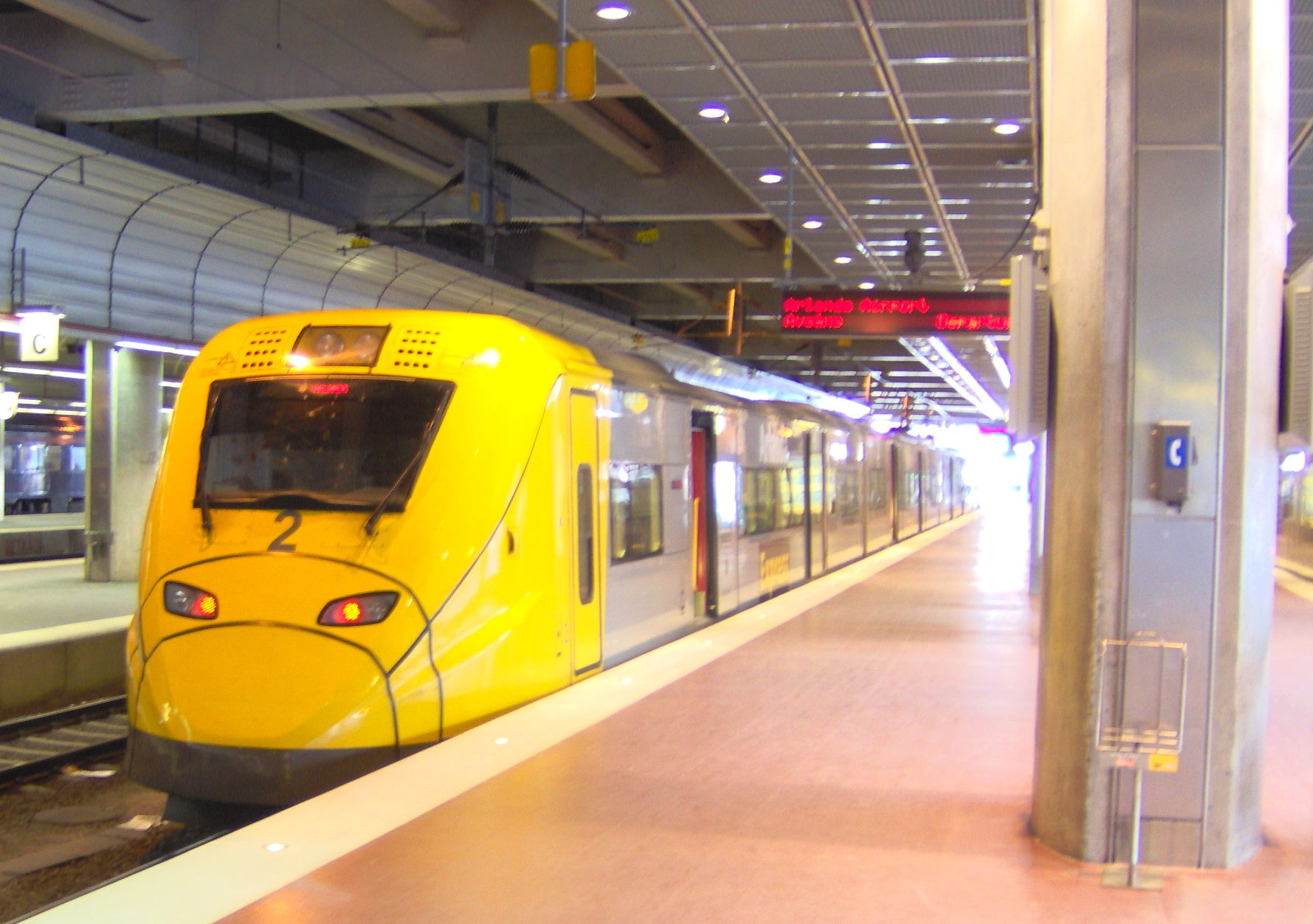
Pociąg ekspresowy Arlanda Express odjeżdża z torów 1 i 2; ma własne, wyższe perony.

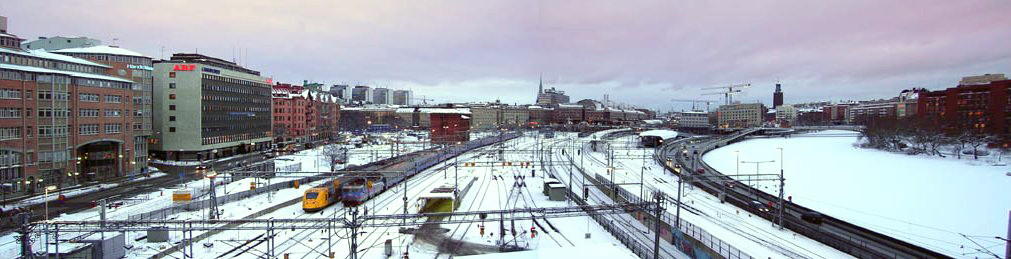

Restrukturyzacja szwedzkich kolei państwowych SJ rozpoczęła się w 1988, kiedy powołano do życia spółkę Banverket, która przejęła odpowiedzialność za tory i ich utrzymanie. Żeby sprostać wzrastającemu ruchowi i zwiększyć prędkość pociągów przyjeżdżających i odjeżdżających na dotychczasowej dwutorowej linii Sammanbindningsbanan, biegnącej przez Riddarfjärden, Banverket zbudował koło ratusza nowy most kolejowy, Kungsbron.
Wprowadzenie pociągu Arlanda Express i wybudowanie linii Arlandabanan zapoczątkowało proces prywatyzacji kolei państwowych. Perony przy torach 1 i 2 podwyższono, żeby dopasować je do pociągów typu X3 (Arlanda Express), które wyruszyły po raz pierwszy w trasę 24 listopada 1999. Określono je duży krok naprzód w rozwoju transportu w Szwecji. Pociąg pokonuje blisko 40-kilometrowy odcinek z centrum Sztokholmu do lotniska Arlanda w 20 minut, osiągając maksymalną prędkość 200 km/h. Do peronów Arlanda Express zbudowano specjalne wejście od strony Vasagatan z postojem taxi. W pobliżu znajduje się też zejście do stacji metra T-centralen (linia niebieska).
W 2001 powołano do życia spółkę Jernhusen AB, która przejęła odpowiedzialność za wszystkie nieruchomości SJ, włącznie z Dworcem Centralnym. Wzrastający ruch pasażerski – 200000 osób dziennie, ponad 55 mln rocznie (stan na 2008, rekordowy rok) stawia nowe wyzwania w dziedzinie technicznej i organizacyjnej. Dworzec ma się stać nie tylko miejscem rozpoczynania lub zakończenia podróży, ale też miejscem spotkań ludzi. Żeby poznać rzeczywiste oczekiwania podróżujących, Jernhusen przeprowadził szereg ankiet. Podróżni akcentowali potrzebę zapewnienia komfortu podróży i jej jakości, bezpieczeństwa i dobrego samopoczucia. Ważne miejsce znalazły też zagadnienia ochrony środowiska w obrębie dworca i – szerzej – zrównoważonego rozwoju. Wszystkie te opinie wzięto pod uwagę przed zaplanowaną na kilka lat gruntowną modernizacją dworca. Ma być ona realizowana w taki sposób, aby nie naruszyć zabytkowej substancji architektonicznej budynku. W efekcie ma powstać nowoczesne centrum podróży połączone z usługami i handlem. W dziedzinie ochrony środowiska budynek dworca ma uzyskać certyfikat budynku ekologicznego; w związku z tym do 2012 należy zmniejszyć zużycie energii przynajmniej o 25% w porównaniu z dniem dzisiejszym.
Decyzja o realizacji projektu zapadła w 2009.
Obecnie (2010) Jernhusen jest w trakcie realizacji tego projektu. Trwa przebudowa hali dolnej pod halą centralną. W efekcie mają powstać sklepy, restauracje i nowe ciągi komunikacyjne, żeby ułatwić przemieszczanie się dużych mas ludzkich w obrębie dworca. Kiedy będzie otwarta linia Citybanan (długi na 6 km tunel kolejowy budowany pod śródmieściem Sztokholmu), podróżujący pociągami podmiejskimi zaczną korzystać z nowego, podziemnego dworca, co przyczyni się jednocześnie do wzrostu liczby podróżujących pociągami regionalnymi i dalekobieżnymi.
Nie tylko dworzec ma się zmienić ale całe jego otoczenie. Perspektywicznie ma powstać w tym miejscu nowa, tętniąca życiem część miasta, Västra City. Pierwsze przykłady tych zmian to zbudowane już: kompleks hotelowo-konferencyjny Stockholm Waterfront, biurowiec Kungsbrohuset i wspomniana już Citybanan. W dalszej perspektywie planuje się przekrycie peronów i stworzenie w ten sposób dodatkowego miejsca pod zabudowę mieszkaniową i usługową.
W tym kompleksie Dworzec Centralny, ze swoją 140-letnia historią, ma się stać wizytówką miasta, oferując nowy sposób przyjmowania zarówno podróżnych jak też wszystkich odwiedzających miasto.

## Ruch pasażerski

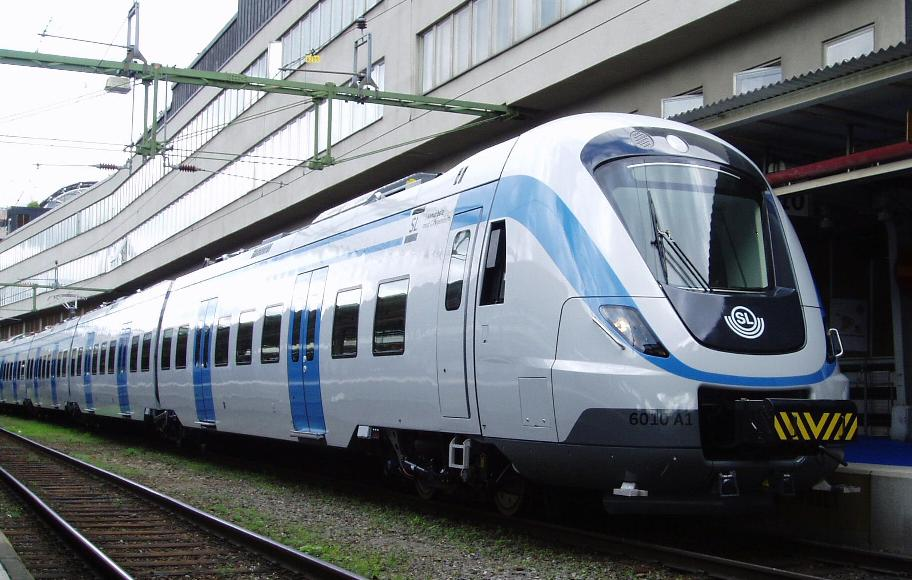
Pociąg podmiejski typu X60 na torze 10

Dworze Centralny składa się z dwóch części:
- Część północna z torami 1–8 stanowi dworzec czołowy dla linii Ostkustbanan, Mälarbanan i Arlandabanan. Tory 1–2 są zarezerwowane dla pociągów Arlanda Express, mających własny peron dostosowany do wysokości ich podłogi. Tor 3 jest wykorzystywany najczęściej przez Uppsalapendeln a tory 4–8 przez pociągi dalekobieżne, regionalne i nocne odjeżdżające na północ.
- Tory 10-19 w części zachodniej funkcjonują jako stacja przelotowa dla linii Västra stambanan i pociągów podmiejskich. Tory 10–12 używane są przez pociągi dalekobieżne i regionalne odjeżdżające na południe, ale mogą być również wykorzystywane dla ruchu w kierunku północnym. Pociągi podmiejskie korzystają z torów 13-14 (kierunek południowy) i 15–16 (kierunek północny). Tory 17–19 są przeznaczone dla pociągów dalekobieżnych i regionalnych przyjeżdżających z południa. Dla większości z nich Dworzec Centralny jest stacją końcową, ale niektóre z nich kursują dalej w kierunku północnym. Na wysokości placu Norra bantorget znajdują się hale techniczne dla pociągów dalekobieżnych i regionalnych. Pociągi przyjeżdżające od strony południowej i mające zawrócić na Dworcu Centralnym, po wypuszczeniu pasażerów jadą dalej w kierunku północnym do hal technicznych, gdzie są sprzątane, uzupełniane, po czym wracają torem 10–12 z powrotem na dworzec. Podobna jest procedura postępowania z pociągami dalekobieżnymi korzystającymi z torów 4–8.

Ponieważ dwutorowa linia prowadząca przez Riddarfjärden osiągnęła swój szczyt przepustowości 24 pociągi na godzinę, Banverket, SL i SJ podjęły wspólny projekt, tzw. Kraftsamling Stockholm, żeby zwiększyć punktualność i szybkość pociągów kursujących tym odcinkiem i zabezpieczyć jego przepustowość. Przebudowano w tym celu zwrotnice torowe oraz system sygnalizacyjny.

### Ruch dalekobieżny
Dworzec centralny w Sztokholmie jest głównym węzłem kolejowym Szwecji. Poniższa tabela ukazuje wszystkie dalekobieżne połączenia kolejowe przebiegające przez Sztokholm lub te, dla których Sztokholm jest stacją końcową/początkową. Tłustą czcionką zostały wyszczególnione główne połączenia kolejowe (stan na II poł. 2010); skróty C, V, Ö, S oznaczają nazwy dworców, odpowiednio: Central (centralny), Väster (zachodni), Öster (wschodni), Södra, Syd (południowy), w Kopenhadze H: Hovedbanegård (dworzec główny).
| Nr linii | Przystanki | Długość linii |
| -------- | --- | ------------- |
| 20       | Sztokholm C • Arlanda C (39 km) • Uppsala C (69 km) • Gävle C (182 km) • Ljusne (248 km) • Söderhamn (260 km) • Iggesund (301 km) • Hudiksvall (314 km) • Gnarp (358 km) • Sundsvall C (402 km) • Sundsvall V (403 km) • Ånge 496 km • Bräcke (526 km) • Östersund C (597 km) • Östersund V (598 km) • Storlien (639 km) | 639 km        |
| 40       | Sztokholm C • Arlanda C (39 km) • Uppsala C (69 km) • Gävle C (182 km) • Bollnäs (281 km) • Ljusdal (344 km) • Ånge (450 km) • Bräcke (480 km) • Långsele (611 km) • Mellansel (702 km) • Örnsköldsvik C • Umeå Ö (841 km) • Vindeln (901 km) • Bastuträsk (985 km) • Jörn (1017 km) • Älvsbyn (1113 km) • Boden C (1159 km) • Sunderby sjukhus (1179 km) • Luleå C (1195 km) | 1195 km       |
| 43       | Sztokholm C • Arlanda C (39 km) • Uppsala C (69 km) • Tierp (131 km) • Gävle C (182 km) | 182 km        |
| 50       | Sztokholm C • Arlanda C (39 km) • Knivsta (52 km) • Uppsala C (69 km) • Sala (131 km) • Avesta Krylbo (164 km) • Avesta centrum (167 km) • Hedermora (187 km) • Säter (km 203 km) • Borlänge C (229 km) • (Falun C (49 km)) • Djurås (249 km) • Gagnef (254 km) • Insjön (263 km) • Leksand (272 km) • Tällberg (282 km) • Rättvik (292 km) • Mora (332 km) • Morastrand (333 km) | 332 km        |
| 51       | Sztokholm C • Märsta (37 km) • Arlanda C (39 km) • Knivsta (52 km) • Uppsala C (69 km) | 69 km         |
| 57       | Sztokholm C • Sundbyberg (7km) • Bålsta (45 km) • Enköping (72 km) • Västerås C (107 km) • Köping (141 km) • Arboga (159 km) • Örebro C (205 km) • Örebro S (206 km) • Kumla (223 km) • Hallsberg (230 km) | 230 km        |
| 58       | Sztokholm C • Flemingsberg (15 km) • Södertälje S (36 km) • Nykvarn (50 km) • Strängnäs (83 km) • Eskilstuna C (115 km) • Kungsör (141 km) • Arboga (159 km) | 159 km        |
| 60       | Sztokholm C • Flemingsberg (15 km) • Södertälje S (36 km) • Katrineholm C (131 km) • Hallsberg (197 km) • Laxå (227 km) • Töreboda (272 km) • Skövde C (311 km) • Falköping C (341 km) • Herrljunga (375 km) • Vårgårda (389 km) • Alingsås (410 km) • Göteborg (455 km) | 455 km        |
| 61       | Sztokholm C • Flemingsberg (15 km) • Södertälje S (36 km) • Gnesta (63 km) • Flen (108 km) • Katrineholm (131 km) • Vingåker (152 km) • Hallsberg (197 km) | 197 km        |
| 70       | Sztokholm C • Flemingsberg (15 km) • Södertälje S (36 km) • Gnesta (63 km) • Flen (108 km) • Katrineholm (131 km) • Vingåker (152 km) • Hallsberg (197 km) • Degerfors (261 km) • Kristinehamn (287 km) • Välsviken (322 km) • Karlstad C (327 km) • Kil (347 km) • Fagerås (353 km) • Lene (359 km) • Högboda (363 km) • Brunsberg (372 km) • Edane (381 km) • Arvika (395 km) • Ottebol (404 km) • Åmotfors (415 km) • Lerot (422 km) • Ås (426 km) • Charlottenberg (430 km) • Kongsvinger (472 km) • Skarnes (493 km) • Årnes (514 km) • Sørumsand (536 km) • Lillestrøm (552 km) • Oslo S (572 km) | 572 km        |
| 80       | Sztokholm C • Älvsjö (7 km) • Flemingsberg (15 km) • Södertälje S (36 km) • Katrineholm (131 km) • Norrköping C (179 km) • Linköping C (226 km) • Mjölby (258 km) • Tranås (294 km) • Nässjö C (346 km) • Sävsjö (375 km) • Alvesta (433 km) • Älmhult (480 km) • Hässleholm C (531 km) • Lund (598 km) • Malmö C (614 km) • Malmö S (625 km) • Kbh Kastrup (649 km) • Kopenhaga H (661 km) | 661 km        |
| 81       | Sztokholm C • Älvsjö (7 km) • Flemingsberg (15 km) • Södertälje S (36 km) • Vagnhärad (65 km) • Nyköping C (103 km) • Kolmården (143 km) • Norrköping C (162 km) • Linköping C (209 km) | 209 km        |

### Ruch podmiejski
Kolej podmiejska w Sztokholmie ma dwa własne perony przy torach 13–16 i realizuje dużą część ruchu pasażerskiego w rejonie Sztokholmu przewożąc każdego dnia ok. 250000 pasażerów.
W sieci połączeń podmiejskich najbardziej obciążonym dworcem jest Dworzec Centralny (ponad 50000 pasażerów dziennie). Pociągi podmiejskie kursują własnymi torami wzdłuż Ostkustbanan.
W 2006 podjęto decyzję o budowie Citybanan – tunelu dla pociągów podmiejskich nowego toru w tunelu i nowego przystanku pod T-Centralen. Prace budowlane ruszyły w styczniu 2009 i mają być zakończone w 2017.
Pociągi podmiejskie na dworcu centralnym kursują 2 liniami:
| Nr linii | Przystanki | Długość linii |
| -------- | --- | ------------- |
| J35      | Nynäshamn • Gröndalsviken • Nynäsgård • Ösmo • Segersäng • Hemfosa • Tungelsta • Krigslida • Västerhaninge • Jordbro • Handen • Skogås • Trångsund • Farsta strand • Älvsjö • Årstaberg • Stockholms södra • Sztokholm C • Karlberg • Sundbyberg • Spånga • Barkarby • Jakobsberg • Kallhäll • Kungsängen • Bro • Bålsta | 107 km        |
| J36      | Södertälje centrum • Södertälje hamn • Östertälje • Rönninge • Tumba • Tullinge • Flemingsberg • Huddinge • Stuvsta • Älvsjö • Årstaberg • Stockholms södra • Sztokholm C • Karlberg • Solna • Ulriksdal • Helenelund • Sollentuna • Häggvik • Norrviken • Rotebro • Upplands Väsby • Rosersberg • Märsta                | 74 km         |

## Oznaczenia dworca

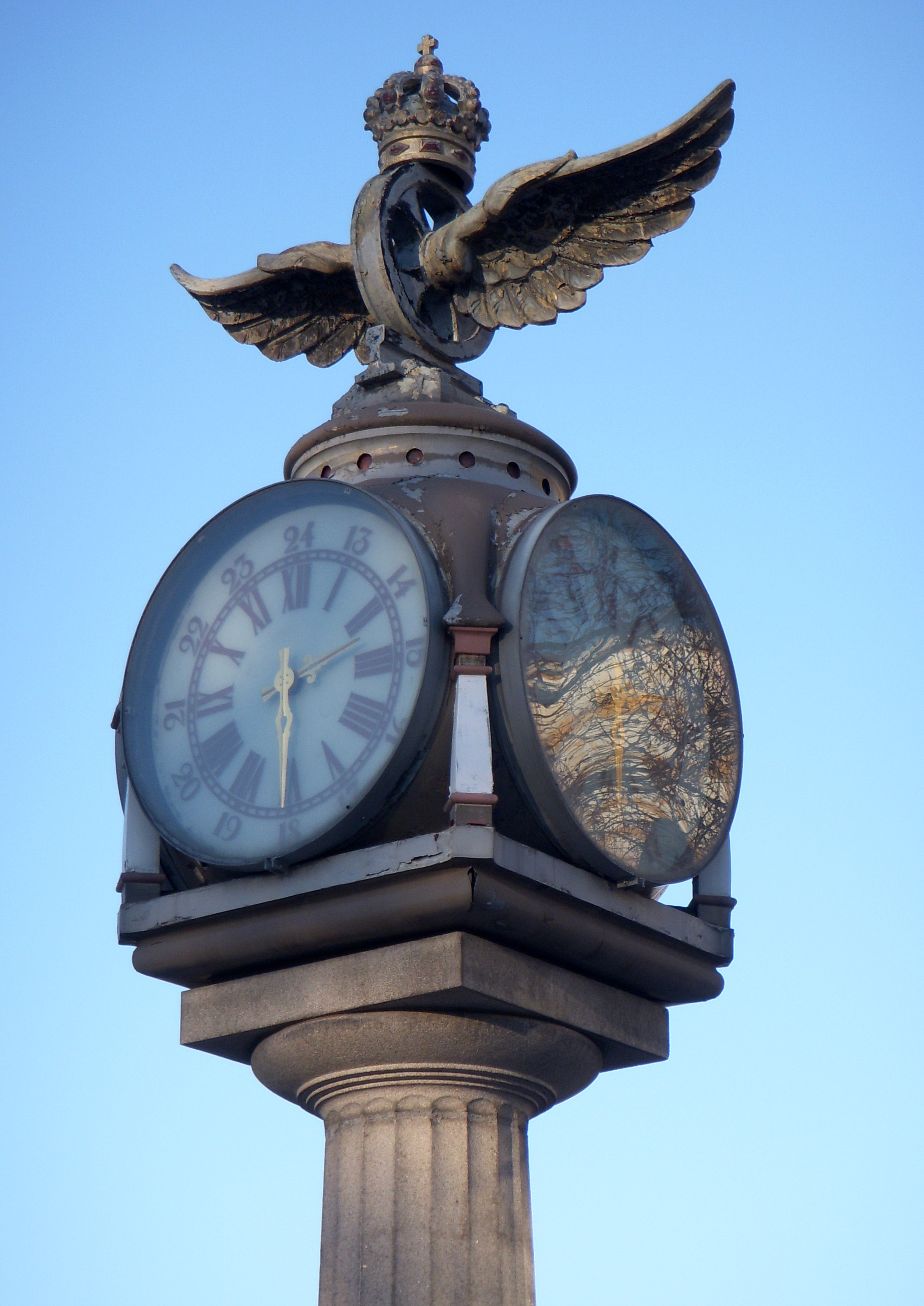
Zegar, który wieńczyl niegdyś dworcowy kiosk w hali głównej (1927), obecnie znajduje się w Tomteboda

Dworzec Centralny ma sygnaturę „Cst” (skrót od: „Centralbangården, STockholm”) w systemie sygnatur dworcowych Trafiksverket. Dworzec posiada również własny, międzynarodowy kod IATA: „XEV”, przy pomocy którego można dokonywać rezerwacji biletów na pociąg korzystając z lotniczego systemu rezerwacji.